# ガンアクション
ガンアクション（Gun action）は、映像作品や漫画・アニメ等に見られる銃を使用した演技のこと。また、銃の撃ち合いを主題とするフィクションのジャンル。

## 概要
主人公がライバルと銃の撃ち合いで対決し、また驚異的な狙撃能力で事件を解決すると言う内容のものが多い。西部劇もガンアクションの一種に含まれ得るものの、特に「ガンアクション」の呼称を用いる場合は近現代が舞台の作品である場合がほとんどである。
主人公の立場は刑事や殺し屋、特殊部隊の狙撃手など様々であるが、アクション性を高めるために連射の効くタイプの拳銃が使用されることが多く、ライフルが用いられることは稀である。

## ガンアクションが登場する作品
映画
- ランボーシリーズ
- 男たちの挽歌シリーズ
- エル・マリアッチシリーズ
- 処刑人シリーズ
- ザ・レイドシリーズ
- ジョン・ウィックシリーズ
- コマンドー（1985年）
- ハード・ターゲット（1993年）
- ヒート（1995年）
- イレイザー（1996年）
- フェイス/オフ（1997年）
- マトリックス（1999年）
- リベリオン（2002年）
- コラテラル（2004年）
- シューテム・アップ（2007年）
- ウォンテッド（2008年）
- パニッシャー: ウォー・ゾーン（2008年）
- マックス・ペイン（2008年）
- ハードコア（2015年）
- フリー・ファイヤー（2016年）
- マグニフィセント・セブン（2016年）
- 亜人（2017年）
- ダーク・タワー（2017年）
- マイル22（2018年）
- ザ・アウトロー（2018年）
- ガンズ・アキンボ（2019年）